# Zakumi (maskota)
Zakumi, uradna maskota Svetovnega prvenstva v nogometu 2010, * 16. junij 1994. 
Zakumi je leopard z zelenimi lasmi, prvič je bil predstavljen 22. septembra 2008. Njegovo ime izvira iz "ZA", kar je mednarodna dvočrkovna kratica ISO 3166-1 alpha-2 za Južno Afriko, in "kumi", besede, ki v različnih afriških jezikih pomeni "deset". 
Zakumijev rojstni dan sovpada z dnevom, ki je v Južni Afriki znan in proslavljen kot Dan mladosti, na ta dan bo njihova reprezentanca odigrala tudi svojo drugo tekmo v skupini. Leto 1994 je tudi leto rojstva demokracije v Južni Afriki, kar pomeni, da Zakumi združuje razrede južnoafriške svobodno rojene generacije. Zakumi bo leta 2010 dopolnil 16 let. 
Zelena in rumena (zlata) barva maskote ustrezata barvam na južnoafriških športnih opravah in jih je mogoče videti tudi na opravi Južnoafriške nogometne reprezentance. 
Maskoto je oblikoval Andries Odendaal iz Cape Towna. Cora costumes iz Boksburga, Južna Afrika, pa je maskoto prvič proizvedla.  
Uradni moto Zakumija je »Zakumi's game is Fair Play.« (»Zakumijeva igra je poštena igra.«). Moto so prvič predstavili preko oglaševalskih plakatov med Pokalom konfederacij 2009, videti ga je bilo moč tudi na Svetovnem prvenstvu. 